# 亨利·諾曼·馬瑞特
亨利·諾曼·馬瑞特（Henry Norman Marrett，1879年12月15日—1961年12月23日），是一名英格蘭男子羽球運動員，出生於印度安巴拉。
馬瑞特在全英羽球公開錦標賽共贏得10次冠軍，包括3次男子單打（1904年、1905年、1908年）、5次男子雙打（1904年、1906年、1908年、1910年、1912年）及2次混合雙打（1904年、1905年）的比賽中贏冠軍。該賽事在當時被認為是非官方的世界羽毛球錦標賽。